# Île Harstine
L'île Harstine est une île de l'État de Washington dans le comté de Mason aux États-Unis, reconnue comme secteur non constitué en municipalité.

## Description
Elle est située à l'ouest de Case Inlet (en) dans le sud du Puget Sound à 16 km au nord de Olympia. Elle abrite le Jarrell Cove State Park (en).
Elle s'étend sur plus de 16 km de longueur pour une largeur d'environ 5,3 km.

## Histoire
L'expédition Charles Wilkes en explore la côte ouest en 1841. Wilkes lui donne alors le nom du lieutenant Henry J. Hartstene.
Un ferry permettait de s'y rendre de 1922 à 1969 jusqu'à ce qu'un pont soit construit en 1969.